# Энергобезопасность
Энергобезопасность — комплексное понятие, относящееся к нескольким уровням:
- политическая энергобезопасность;
- экономическая энергобезопасность;
- техногенная энергобезопасность.

«Энергетическая безопасность подразумевает такие условия, при которых потребитель имеет надежный доступ к необходимой ему энергии, а поставщик — к её потребителям. То есть речь идет не только о бесперебойных потоках, но и о стабильных и разумных ценах».
Для того, чтобы достигнуть энергетической безопасности требуется определённая политика государства и проведение специальных мероприятий. Также могут вносить свой вклад в энергобезопасность рынки, но быть единственными, кто это делает, они не могут. Достижение энергобезопасности требует совместного использования всех механизмов регулирования.
«Энергобезопасность — это обеспечение каждой семьи газом и энергией в достаточном объёме и по приемлемым ценам» — считает глава Европарламента Ежи Бузек. К этому специалисты области добавляют: безопасность источника энергии, гарантии поставок и надежность транзита, контроль над трубопроводами, отказ от газового или нефтяного шантажа, недопущение спекулятивного роста цен и так далее.
«Энергетическая безопасность — это обеспечение бесперебойного доступа к энергетическим ресурсам по приемлемой цене». Представленные выше определения — это одни из многих определений энергетической безопасности, которая в настоящее время становится одной из важнейших экономических и политических проблем внутренней и внешней политики государства. В качестве примера можно также привести определение, предложенное экспертами Всемирного энергетического совета: способность местных и импортируемых ресурсов удовлетворять растущий спрос на энергию в течение определённого периода времени по доступным ценам. Каждое из определений энергетической безопасности зависит от того, в каком контексте она рассматривается: экономическом или политическом. В современном мире значимость энергетической безопасности определяется не только сокращением запасов углеводородного топлива, но и попытками некоторых государств, преимущественно экспортёров нефти и природного газа, оказывать давление на импортёров энергоресурсов для достижения политических целей.
При этом экспортёры и импортёры энергетических ресурсов понимают энергетическую безопасность по-разному. Поставщик заинтересован в высоких, а потребитель — в низких ценах на продукт, и оба — в надежности поставок. Страны-экспортёры энергоресурсов делают главный упор на поддержание «стабильности спроса», который, в конце концов, обеспечивает преобладающую долю их государственных доходов. Развивающиеся страны озабочены тем, как изменение цен на энергоносители влияет на их платежный баланс.

## Политическая энергобезопасность
Энергобезопасность ассоциируется с энергонезависимостью государства, его субъекта или региона.

## Экономическая энергобезопасность
В понятие энергобезопасности включаются тарифы и запасы энергоресурсов, позволяющие решить поставленные задачи. В сознании простых людей энергобезопасность предстает в виде горящей лампочки и теплой батареи.

## Техногенная энергобезопасность
Подразумевает «техногенный характер рисков для человека, имущества и окружающей среды, связанный с эксплуатацией любых энергоустановок». «Характер опасности для человека, имущества и окружающей среды энергоустановок, в том числе электрооборудования, тепловых и атомных энергоустановок как энергоснабжающих организаций, так и потребителей электрической и тепловой энергии». Данный тип энергобезопасности включает в себя комплексную оценку техногенной опасности объекта энергетики: электробезопасность и пожарная безопасность, электромагнитная и механическая безопасность, экологическая и промышленная безопасность, взрывобезопасность, радиационная, ядерная и химическая безопасность и т. п.
Снижение техногенной опасности — это целая совокупность мер, которые должны реализовываться постоянно. «По оценкам экспертов, более 70 % техногенных катастроф и аварий связаны с человеческим фактором. Следовательно, профессиональная компетентность — главный вектор обеспечения техногенной энергобезопасности».

## Проблема энергобезопасности
В настоящее время резко обострилась конкуренция за энергоресурсы, появились прогнозы о скором их истощении. Все это сделало проблему энергобезопасности наиважнейшей в первую очередь для стран, зависящих от нефтегазового импорта.
Возможностей для обеспечения энергобезопасности у развитых стран не так много. «Потенциал энергосбережения в рамках базовых технологий в основном был реализован уже к концу 80-х годов». США, например, планирует вернуться к старым месторождениям нефти, а также начать разработку новых, расположенных в Арктическом Национальном Заповеднике или на отдалённых шельфах, что грозит неоправданно высокими издержками.
В настоящее время экспертам неизвестно точное количество запасов нефти. Особенно мало данных об арабских странах, в связи с тем, что они долгое время завышали количество имеющихся у них ресурсов с целью увеличения квоты добычи и экспорта. «По некоторым оценкам, речь может идти о двукратном превышении реально имеющихся запасов». Аналитики не могут точно спрогнозировать пик мировой добычи нефти (пик М. Хабберта). Для США он пройден ещё в 1970 г., после чего добыча упала чуть ли не вдвое. «Для мировой нефтяной отрасли он прогнозируется либо в начале второго десятилетия XXI века, либо к середине 2030-х годов». Более важная проблема, чем ограниченность ресурсов, — это незнание их запасов. Страны-поставщики стараются удержать государственный контроль над национальными ресурсами. Но зачастую такая стратегия неэффективна. Впрочем, попытки стран-импортёров решить проблему энергобезопасности своими силами также обречена на неудачу. Одна из главных особенностей проблемы глобальной энергобезопасности заключается в том, что односторонние действия государств не приводят к положительным результатам и требуются совместные усилия всех заинтересованных в решении данной проблемы сторон.
И. И. Мазур подчеркивает необходимость развития новой концепции глобальной энергетической безопасности — «Энергия будущего», в рамках которой выделяются следующие приоритетные направления: энергосбережение; применение экологически чистых технологий добычи, транспортировки и сжигания топлива; использование возобновляемых источников энергии как основы развития человечества и сохранения значительных объёмов природных ресурсов для будущих поколений.

## Юридический аспект энергетической безопасности
Торговля энергоносителями юридически регулируется различными международными соглашениями.
Часть соглашений специально разрабатываются для повышения энергетической безопасности. Часто они своей целью ставят отделение производственной деятельности от транспортной и распределительной и нацелены на открытие и либерализацию энергетического рынка.
Первый важный документ, посвящённый энергетической безопасности, был создан странами-производителями, которые с помощью него пытались закрепить национальный суверенитет над природными ресурсами. В начале 1960-х ООН официально признала государственный суверенитет и суверенные права на энергоресурсы.
Эта резолюция ООН в определённой степени учитывает вопросы энергетической безопасности, однако она больше благоволит странам-потребителям. В связи с этим была создана Организация стран — экспортёров нефти (ОПЕК), попытавшаяся вернуть странам-производителям контроль над энергоресурсами. В 1968 году был принят важный документ — Декларация о нефтяной политике стран-участниц Организации, которую можно считать началом глобализации энергетической безопасности.
Другим важным событием стало создание странами — членами Организации экономического сотрудничества и развития (ОЭСР) Международного энергетического агентства (МЭА) в 1974-м году. Страны-участницы МЭА приняли Международную энергетическую программу (МЭП) по выходу из кризисов. Эта программа является первым договором, посвящённым только энергетической безопасности. После этого МЭП попыталась сократить зависимость стран-членов ОЭСР от нефти и стимулировать использование угля, как альтернативного вида топлива.
В декабре 1991 г. была создана Европейская энергетическая хартия. Она стала отправной точкой для последующей работы и привела к принятию в декабре 1994 года Договора к Энергетической хартии (ДЭХ). Документ был ратифицирован 30 государствами, включая большинство стран СНГ, европейские страны, Японию, Австралию и Монголию. Россия после долгих переговоров отказалась ратифицировать Хартию. Главный акцент в ДЭХ был сделан на проблеме транспортировки энергоносителей и на защите потребителя и поставщика от посягательств третьей стороны. Однако, его юридические возможности в деле создания энергетической безопасности сильно ограниченны. При этом, это единственное в своём роде соглашение в энергетике, которое охватывает всю цепочку производства и сбыта энергоресурсов.
В действующих на сегодня соглашениях есть некоторые противоречия. Так называемые «общие» торговые соглашения иногда вступают в противоречие с юридическими аспектами энергетической безопасности. Большинство торговых соглашений регулируют рыночные отношения, но они не могут решить проблему энергобезопасности.
«Юридические договоры могут служить инструментом проведения определённой политики в сфере энергетической безопасности, но они не определяют цели и область действия этой политики. Чисто юридический подход к обеспечению энергетической безопасности обречен на провал». Требуется проведение определённой политики в области энергобезопасности.
В России основным документом, определяющим государственную политику в сфере энергетической безопасности, является Доктрина энергетической безопасности Российской Федерации.

## Технический аспект энергобезопасности
«Наиболее очевидными краткосрочными проблемами в сфере энергетической безопасности являются устойчивость систем транспортировки, а также безопасность добывающей и транспортной инфраструктур». Это подразумевает содержание этих систем в исправности и успешная их эксплуатация. Для поддержания транспортных систем в надлежащем состоянии требуются большие денежные средства. Необходимо также вести постоянный контроль их технической и экологической безопасности. Такой контроль требуется вести как со стороны государства, так и со стороны независимых агентств. Также требуется постоянное совершенствование существующих положений и документов.
Главная долгосрочная техническая проблема — это способность поставщиков создавать излишки энергии. Большинство стран-поставщиков потребляют немного энергии и могут выполнять такую задачу. «Однако в таких государствах-производителях, как Алжир, Индонезия и Россия, неизбежно возникает конфликт между внутренним потреблением и экспортом энергии».

## Политический аспект энергобезопасности
Огромное значение для обеспечения энергобезопасности имеет устойчивое развитие и стабильность государств-производителей в сфере энергетики. Такая устойчивость может оказаться под угрозой в связи с необходимостью вести разведку и добычу энергоресурсов во все более сложных условиях, что возможно лишь при использовании сверхсовременных технологий, нанесении ущерба окружающей среде, а также влечёт за собой трудности с транспортировкой.
Энергетическая безопасность зависит от промышленной политики, которую проводят в странах-поставщиках энергии.
«Сегодня имеет место противоречие между торговыми стратегиями, такими, как стимулирование свободной торговли, открытие и либерализация энергетических рынков, и стратегией обеспечения энергетической безопасности».
Энергобезопасность — это, в первую очередь, политическая проблема.
В современном мире нарушения в обеспечении энергобезопаснсти, как вследствие естественных причин, так и вследствие внешнего, искусственного воздействия, является одной из главных причин дестабилизации социальной, а в будущем и политической обстановки в стране. Например: Экономика СССР во многом зависела от высоких мировых цен на нефть. В 1980-х годах США искусственно, используя определённое влияние на страны добытчики нефти, снизила мировые цены на нефть, тем самым нанеся экономики СССР колоссальный урон. Падение мировых цен на нефть, и как следствие, обвал экономики СССР, в совокупности с накопившимися внутренними проблемами, привёл к распаду СССР.
На данном примере мы видим — энергобезопасность государства — является одним из важнейших факторов безопасности государства в целом, и его независимого существования.